# Ipo pompais
Ipo pompais är en insektsart som beskrevs av George Willis Kirkaldy 1907. Ipo pompais ingår i släktet Ipo och familjen dvärgstritar. Inga underarter finns listade i Catalogue of Life.